# Atlas Autocode
Atlas Autocode (AA) là một ngôn ngữ lập trình được phát triển vào khoảng năm 1965 tại Đại học Manchester. Là một biến thể của ngôn ngữ lập trình ALGOL, nó được phát triển bởi Tony Brooker và Derrick Morris cho Atlas Computer.
(Về cơ bản "Autocode" là một thuật ngữ ban đầu cho "ngôn ngữ lập trình").